# Чащина, Лидия Александровна
Лидия Александровна Чащина (род. 13 января 1942, Ахмат, Саратовская область) — советская и украинская киноактриса. Член Национального союза кинематографистов Украины. Заслуженная артистка Украины (2008).

## Биография
Родилась в 1942 году в семье служащего. Окончила актёрский факультет Всесоюзного института кинематографии (1965). Работала на Ленфильме. С 1967 года — актриса Киевской школы-студии имени А. П. Довженко.
В 2009 году награждена Почётной грамотой Правительственной комиссии по делам соотечественников за рубежом.

## Личная жизнь
- Первый муж — актёр и режиссёр Василий Макарович Шукшин (1964—1967), развод.
- Второй муж — кинематографист Владислав Чащин, развод.
  - Сын — Денис, кинематографист, внуки — Алевтина и Тимофей.
- Третий муж — геолог, развод.

## Фильмография

### Озвучивание мультфильмов
- 1967 — Лесная песнь (1976, мультфильм)[3]

### Актриса
- 1964 — Живёт такой парень — Настя / Смерть в образе Насти / Любовь в образе Насти
- 1965 — Первый посетитель — эпизод
- 1967 — Первороссияне — эпизод
- 1969 — Варькина земля — Валентина
- 1969 — Ніч перед світанком — Дэзи
- 1969 — Розповіді про Дімку
- 1972 — Невідомий, якого знали всі — Кислова
- 1973 — Каждый вечер после работы — учительница
- 1974 — Юркины рассветы
- 1975 — Небо—земля—небо
- 1975 — Червоний півень плімугрок
- 1975 — Дивитися в очі — Галя
- 1976 — Время — московское
- 1977 — Дипломаты поневоле — Елена
- 1977 — На короткій хвилі — Галя
- 1977 — Родные
- 1978 — Незручна людина
- 1978 — Тільки краплю душі
- 1978 — Спокута чужих гріхів — Мария
- 1979 — Дощ у чужому місті
- 1979 — Поїздка через місто (киноальманах)
- 1980 — Дударики — аккомпаниатор Леонтовича
- 1980 — Долгие дни, короткие недели...
- 1980 — Миллионы Ферфакса — Эльза Джексон
- 1981 — Жінки жартують серйозно — Гера
- 1984 — За ночью день идёт
- 1984 — Лучшие годы
- 1984 — На мить озирнутися...
- 1985 — За покликом серця
- 1986 — Золотая цепь
- 1986 — Премьера в Сосновке
- 1988 — Передай далі...
- 1988 — Поруч з вами
- 1989 — Театральный сезон
- 1990 — Ивин А.
- 1991 — Верный Руслан (История караульной собаки)
- 1992 — В той области небес…
- 1992 — Мелодрама із замахом на вбивство
- 1993 — Западня
- 1993 — Кайдашева семья
- 2002 — Золотая лихорадка[укр.]
- 2007 — Садовник
- 2009 — Возвращение Мухтара-5
- 2009 — Две стороны одной Анны
- 2010 — Возвращение Мухтара-6
- 2011 — Возвращение Мухтара-7
- 2013 — Люби меня
- 2014 — Брат за брата-3
- 2016 — Нитки долі
- 2016 — Певица
- 2017 — Девушка с персиками
- 2019 — Сердце матери